# Immoralisme
 (mai 2016).
Chez Nietzsche, l’immoralisme est d'abord et avant tout une lecture extra-morale des choses, sachant qu'un individu et qu'un groupe ne sauraient se passer de jugements de mœurs (adéquation, affinité ou non avec mes/nos mœurs), et donc a fortiori de jugements moraux (concordance, inscription ou non avec mes/nos bien et mal – cf. Mille & un buts, dans Ainsi parlait Zarathoustra). L'immoralisme de Nietzsche est nihiliste.

## Explication

### Immoralisme nietzschéen
L'immoralisme est d'abord et avant tout cette intellectualité délibérément nihiliste dans l'aperception et l'apprésentation des choses, à la suite de quoi on n'y voit logiquement plus qu'une thelemachia (conflictualité hiérarchisante de la Volonté de puissance, c'est-à-dire qui cherchent à se pourvoir dans l'existence, de par cette conflictualité hiérarchisante). Or, donc, mœurs et morales idoines, sont de ces vecteurs conflictuaux hiérarchisants. Bref, l'immoralisme est d'abord et avant tout une façon de ne pas préjuger des tensions intra- ou inter- personnelles ou groupales, tensions qui s'expriment autant par intentions, contentions, détentions, rétentions, surtensions, attentions, prétentions, extensions et intensions relationnelles, dynamiquement.
Nietzsche redit la parole chrétienne : « Ne jugez point », sinon qu'il n'enjoint pas à aimer son prochain pour autant, et que ce n'est pas l'amour du prochain qui motive la suspension du jugement mais l'amour du lointain. Cela peut aussi se rapprocher de l'amoralisme des positivistes, enclins à privilégier les faits sur les valeurs.

### Deux types d'immoralisme
Il y aurait deux façon d'être immoral selon Guyau et Palante: une sceptique et une nihiliste. Dans le premier cas, l'immoraliste (ou le moraliste classique) estime que la morale n'est qu'un artifice et que les hommes sont en réalité dirigés par leurs passions, leur tempérament et non leurs principes. Pour François de la Rochefoucauld et Bernard Mandeville, par exemple, la morale a une utilité sociale: elle permet de dissimuler ses passions en public et de flatter l'orgueil chez autrui afin d'en tirer profit. La morale favorise le jeu de dupe. Dans le deuxième cas, l'immoraliste estime que la morale a une emprise dangereuse sur les individus et donc, qu'il faut l'anéantir. De fait, elle empêcherait les individus d'être authentiques. Le premier immoralisme, l'égoisme psychologique, est le plus commun et il est défendu par des penseurs modernes tels Machiavel, Nicole, Bayle, Spinoza et Mandeville. Le deuxième, plus cynique, est représenté par Max Stirner et Friedrich Nietzsche, en guerre contre la morale commune, l'hypocrisie et les dogmes. Dans les deux cas, il s'agit de penser par delà le bien et le mal.